# ヤングアダルト図書館サービス協会
ヤングアダルト図書館サービス協会（ヤングアダルトとしょかんサービスきょうかい、英語: Young Adult Library Services Association、YALSA）は、1957年に設立されたアメリカ図書館協会（ALA）の部門である。

## 解説
YALSAは、10代の若者たちにより良いサービスを提供するために図書館の能力を向上することを使命とする、司書、図書館職員、賛同者の全国的な団体である。YALSAはいくつかの賞を主催しており、毎年開催している「ヤングアダルト文学シンポジウム（Young Adult Literature Symposium）」、毎年10月の第3週に行われる「10代のための読書週間（Teen Read Week）」、毎年3月の第2週の「10代のためのテック週間（Teen Tech Week）」を後援している。YALSAには現在5,200人以上の会員がおり、YALSAは、支援、研究、専門能力の向上、さまざまなイベントを通じて、10代の若者向けの図書館サービスを拡大および強化することを目指している。

## 歴史
現在、ヤングアダルト図書館サービス協会（Young Adult Library Services Association）と呼ばれているこの組織は、1957年6月24日に発足し、アメリカ図書館協会の再編後に、ヤングアダルトサービス部門（Young Adult Services Division、YASD）と呼ばれるようになった。この再組織により、Association of Young People's LibrariansはChildren's Library AssociationとYoung Adult Services Divisionに分割された。YASDの主な責任は青少年向けの作品の評価と選択であり、YASDの委員会内で最も活発に活動しているのは書籍選定委員会である。また、YASDは1960年と1971年のホワイトハウス青少年会議（White House Conferences on Youth）に代表を派遣し、若者のための図書館サービスを提唱した。YASDは1970年代までに独自の事務局とスタッフを擁するようになって成長し、1979年にはALA評議会の部門代表を与えられた。YASDによる書籍選定への関与も継続され、1988年にはジャンル別の書籍委員会が設立された。1992年にヤングアダルトサービス協会への名前変更が行われ、組織の認知とともに、新しいイメージ、ロゴ、新しい使命、ビジョンの声明がもたらされた。1990年代にYASDをYALSAにブランド変更したことにより、電子的・オンラインでの存在感も高まり、Teen Read Weekなどの新しいプログラムも導入された。さらに、YALSAはプリンツ賞とアレックス賞の表彰も開始した。YALSAは、公共図書館で若者にサービスを提供する取り組みが評価され、ALAからWorld Book Goal Awardを2回受賞している。1994年からは、YALSAの会長たちも「若者の参加の再考（Youth Participation Revisited）」や「若者への図書館サービスのための国家リーダーシップ課題の策定（Developing a National Leadership Agenda for Library Service to Young Adults）」など、YALSAの会員規約を反映するテーマを特定し始めた。YALSAの公式学術雑誌は『Young Adult Library Services』と呼ばれ、現在注目されている論文、書評、専門文献を提供するとともに、組織の公式記録として機能している。

## 賞
- アレックス賞は、20世紀のアメリカの司書Margaret "Alex" Edwards（英語版）にちなんで名付けられた[8]。毎年、大人向けに書かれた本のうち、ヤングアダルトに特別な魅力がある10冊に授与される[9]。アレックス賞は1998年に初めて授与された。
- エドワーズ賞は、20世紀のアメリカの司書Margaret A. Edwardsにちなんで名付けられた[8]。毎年、ヤングアダルト文学への重要かつ永続的な貢献を称えるために、作家およびその特定の作品群に授与される[10]。エドワーズ賞は1988年に初めて授与された[11]。
- モリス賞（英語版）は、20世紀のアメリカの出版社William C. Morrisにちなんで名付けられた。毎年、ヤングアダルト文学における新しい印象的な声を称えるために、10代の若者向けに執筆する初めての著者によって出版されたデビュー作に授与される[12]。モリス賞は2009年に初めて授与された[13]。
- オデッセイ賞（英語版） は、紀元前8世紀のホメロスの叙事詩『オデュッセイア』にちなんで名付けられ、現代の世界に暮らしながら、物語の古代のルーツを思い出させるものである。オデッセイ賞は、ヤングアダルト向けの最も優れたオーディオブック作品に授与され、YALSAとALAの別の部門である児童図書館サービス部会（英語版）（Association for Library Service to Children、ALSC）と共同で授与・運営されている。ALAの出版物である雑誌『Booklist（英語版）』がスポンサーになっている[14]。オデッセイ賞は2008年に初めて授与された[15]。
- プリンツ賞は、20世紀のアメリカの司書Michael L. Printzにちなんで名付けられた。ALAの出版物である雑誌『Booklist（英語版）』がスポンサーになっている。毎年、ヤングアダルト文学における優れた文学を例となる本に授与される[16]。プリンツ賞は2000年に初めて授与された[17]。
- YALSA Award for Excellence in Nonfiction（英語版） for Young Adultsは、前年にヤングアダルト（12～18歳）向けに出版された最高のノンフィクション作品を表彰する。この賞は2010年に初めて授与された[18]。